# Planhòla
Planhòla (francès Plagnole) és un municipi francès, situat a la regió d'Occitània, departament de l'Alta Garona.